# Johann Heinrich Blasius
Pour les articles homonymes, voir Blasius.
Johann Heinrich Blasius est un zoologiste allemand, né le 7 octobre 1809 à Eckenbach près de Cologne et mort le 26 mai 1870 à Brunswick.

## Biographie
Il est le fils de Johann Heinrich Blasius et de Louis Catherine née Eckenbach. Il étudie l’histoire naturelle à Berlin. Il enseigne cette discipline au Collegium Carolinum de Brunswick à partir de 1836. Il se marie en 1841 avec Louise Thiele, union dont il aura un fils, Rudolf.
Johann Heinrich Blasius constitue une importante collection d’histoire naturelle et fonde le Muséum de Brunswick (de) en 1859. Il est notamment l’auteur avec Alexander von Keyserling (1833-1889) de Die Wirbelthiere Europas (1840), de Reise in europäischen Russland in den Jahren 1840 und 1841 (1844) et de Fauna der Wirbelthiere Deutschlands (1857).
Il fait d’importantes recherches sur les oiseaux et les mammifères. Ses fils, Rudolf Heinrich Paul Blasius (1842-1907) et Wilhelm August Heinrich Blasius (1845-1912), sont tous deux ornithologues.